# Ohnhorst
Ohnhorst is een plaats in de Duitse gemeente Meine, deelstaat Nedersaksen, en telt 90 inwoners (2006).